# Andy Allo
Andy Allo, född 13 januari 1989 i Kamerun, är en kamerunsk-amerikansk skådespelare och musiker.
Allo har bland annat medverkat i TV-serierna Chicago Fire (2019–2023) och Uppladdning (2020–2022). Hon har även medverkat i filmerna Pitch Perfect 3 från 2017 och Assassin från 2023.

## Filmografi (i urval)
- 2017: Pitch Perfect 3
- 2019–2023: Chicago Fire
- 2020–2022: Upload
- 2023: Assassin